# Mademoiselle Zhivago
Mademoiselle Zhivago (tiếng Nga: Мадемуазель Живаго, tạm dịch: Cô Zhivago) là một album hợp tác giữa nữ ca sĩ người Bỉ-Canada Lara Fabian và nghệ sĩ người Nga Igor Krutoy. Toàn bộ bài hát trong album được biên soạn bởi Fabian và Krutoy và thể hiện bằng nhiều ngôn ngữ: tiếng Anh, tiếng Pháp, tiếng Ý, tiếng Tây Ban Nha và tiếng Nga. Album được phát hành lần đầu vào năm 2010 tại Ukraine và Nga, sau đó được phát hành rộng rãi toàn châu Âu vào năm 2012. Tựa đề của album được lấy từ tên các nhân vật chính trong cuốn tiểu thuyết Bác sĩ Zhivago. Một bộ phim ca nhạc sử dụng âm nhạc của album, với nội dung về nhiều kiếp người mà một người phụ nữ đã trải qua, ra mắt chính thức sau 3 năm kể từ ngày phát hành album. Album nằm trong danh sách các album bán chạy nhất tại Nga vào các năm 2010, 2011 và đã nhận được chứng nhận Vàng.

## Ý nghĩa nhan đề
Trong tiếng Pháp, "mademoiselle" có nghĩa là "quý cô". Từ "Zhivago" trong tên album ám chỉ đến nhân vật chính cùng tên trong cuốn tiểu thuyết Bác sĩ Zhivago của Boris Pasternak, một cuốn tiểu thuyết được xuất bản và trở nên phổ biến trong giai đoạn Chiến tranh Lạnh. Vào thời điểm những năm 70 của thế kỷ 20, một bộ phim chuyển thể của cuốn tiểu thuyết này được thế giới biết đến rộng rãi. Mẹ của Fabian đã lấy tên của nhân vật nữ chính trong cuốn tiểu thuyết, Lara - người tình của Zhivago, để đặt tên cho con gái mình,  do sự hâm mộ của bà với bộ phim chuyển thể của Bác sĩ Zhivago. Đây là cảm hứng để tạo nên tựa đề của album: Quý cô Zhivago, tức người tình của bác sĩ Zhivago, hay chính là Lara.

## Phim ca nhạc
Một bộ phim ca nhạc sử dụng âm nhạc của album, trong đó Fabian là diễn viên chính, được đạo diễn người Ukraine Alan Badoev khởi quay từ năm 2010. Trong một cuộc phỏng vấn với Ciné Télé Revue của Bỉ, Fabian đã bộc lộ về quá trình ghi hình: "Tôi đã để mọi chuyện diễn ra tự nhiên. Tôi đã có một cơ hội tuyệt vời." Bộ phim là tập hợp của các video âm nhạc con. Mỗi video con là một câu chuyện ứng với một trong nhiều kiếp sống với những nhân dạng khác nhau của một người phụ nữ (mà Fabian vào vai) qua nhiều giai đoạn khác nhau của lịch sử. Quá trình ghi hình kéo dài 38 ngày và tiêu tốn một lượng kinh phí khá lớn. Bộ phim ra mắt vào ngày 5 tháng 4 năm 2013 trên ELLO, chậm hơn dự kiến ban đầu một năm. Ở phiên bản đầu tiên, bộ phim bao gồm 11 video con tương ứng với 11 câu chuyện. Sau khi xảy ra nhiều bất đồng trong công tác sản xuất, ở phiên bản cuối cùng, còn lại 8 kịch bản ứng với 8 video con được lựa chọn gồm: Thiên thần sa ngã, Câu chuyện về Karenina, Gia đình, Bài hát ru con, Quý cô bí ẩn, Sự dễ tổn thương, Ngài Tổng thống và Bó hoa Mùa đông.

## Tiếp nhận

### Thương mại
Một số phương tiện truyền thông đại chúng của Pháp thông báo rằng album đã bán được khoảng 400.000 bản tại Nga. Tuy nhiên, doanh số này không thể xảy ra trên thị trường Nga lúc đó. Trên thực tế, album bán chạy nhất (của một nghệ sĩ người Nga) năm 2010 tại Nga chỉ có doanh số chưa đầy 50.000 bản.
Thực tế, doanh số chính xác của album trong năm 2010 là 7.271 bản, giúp cho album đứng thứ 29 trong danh sách album bán chạy nhất tại Nga năm 2010. Năm 2011, album đứng thứ 9 trong danh sách này và nhận được chứng nhận Vàng cho tổng doanh số rơi vào khoảng từ 10.000 đến 20.000 bản. Album không xuất hiện trong danh sách này của năm 2012.

## Danh sách bài hát
Tất cả các ca khúc được viết bởi Lara Fabian và Igor Krutoy.
| Phiên bản gốc    | Phiên bản gốc            | Phiên bản gốc     | Phiên bản gốc |
| STT              | Nhan đề                  | Ngôn ngữ thể hiện | Thời lượng    |
| ---------------- | ------------------------ | ----------------- | ------------- |
| 1.               | "Demain n'existe pas"    | tiếng Pháp        | 4:36          |
| 2.               | "Toccami"                | tiếng Ý           | 5:01          |
| 3.               | "Llora"                  | tiếng Tây Ban Nha | 5:48          |
| 4.               | "Russian Fairy Tale"     | tiếng Pháp        | 4:08          |
| 5.               | "Mademoiselle Hyde"      | tiếng Anh         | 3:59          |
| 6.               | "Desperate Housewife"    | tiếng Anh         | 3:42          |
| 7.               | "Lou"                    | tiếng Ý           | 3:55          |
| 8.               | "Everland"               | tiếng Anh         | 3:35          |
| 9.               | "Vocalise"               | Không lời         | 5:50          |
| 10.              | "Tomorrow is a lie"      | tiếng Anh         | 4:36          |
| 11.              | "Любовь, Похожая На Сон" | tiếng Nga         | 5:04          |
| Tổng thời lượng: | Tổng thời lượng:         | Tổng thời lượng:  | 46:39         |

| Phiên bản phát hành tại Nga và Ukraine | Phiên bản phát hành tại Nga và Ukraine | Phiên bản phát hành tại Nga và Ukraine | Phiên bản phát hành tại Nga và Ukraine |
| STT                                    | Nhan đề                                | Ngôn ngữ thể hiện                      | Thời lượng                             |
| -------------------------------------- | -------------------------------------- | -------------------------------------- | -------------------------------------- |
| 1.                                     | "Demain n'existe pas"                  | tiếng Pháp                             | 4:36                                   |
| 2.                                     | "Toccami"                              | tiếng Ý                                | 5:01                                   |
| 3.                                     | "Llora"                                | tiếng Tây Ban Nha                      | 5:48                                   |
| 4.                                     | "Russian Fairy Tale"                   | tiếng Pháp                             | 4:08                                   |
| 5.                                     | "Mademoiselle Hyde"                    | tiếng Anh                              | 3:59                                   |
| 6.                                     | "Desperate Housewife"                  | tiếng Anh                              | 3:42                                   |
| 7.                                     | "Lou"                                  | tiếng Ý                                | 3:55                                   |
| 8.                                     | "Ever-Ever land"                       | tiếng Anh                              | 3:35                                   |
| 9.                                     | "Mr. President"                        | tiếng Anh                              | 3:48                                   |
| 10.                                    | "Мама Моя"                             | tiếng Anh                              | 4:22                                   |
| 11.                                    | "Vocalise"                             | Không lời                              | 5:50                                   |
| 12.                                    | "Tomorrow is a lie"                    | tiếng Anh                              | 4:36                                   |
| 13.                                    | "Любовь, Похожая На Сон"               | tiếng Nga                              | 5:04                                   |

| Bài hát thêm cho phiên bản phát hành tại Pháp và Bỉ | Bài hát thêm cho phiên bản phát hành tại Pháp và Bỉ | Bài hát thêm cho phiên bản phát hành tại Pháp và Bỉ | Bài hát thêm cho phiên bản phát hành tại Pháp và Bỉ |
| STT                                                 | Nhan đề                                             | Ngôn ngữ thể hiện                                   | Thời lượng                                          |
| --------------------------------------------------- | --------------------------------------------------- | --------------------------------------------------- | --------------------------------------------------- |
| 12.                                                 | "Always"                                            | tiếng Anh                                           | 5:30                                                |
| 13.                                                 | "Je t'aime encore"                                  | tiếng Pháp                                          | 5:03                                                |

## Những người thực hiện
Thông tin của phiên bản phát hành tại Nga trên Discogs.
- Cải biên: William Ross, Валерий Парамонов, Владимир Логозинский
- Thu âm, cải biên cho hát phụ: Ruth Bensimon
- Chỉ huy dàn nhạc: William Ross
- Duduk (nhạc cụ): Djivan Gasparyan
- Kỹ sư cho dàn hợp xướng: Геннадий Папин (Genadiy Papin)
- Ghi-ta: Adam Del Monte, Сергей Шанглеров
- Lời bài hát: Л. Фабиан (Lara Fabian)
- Soạn nhạc, sản xuất, phối khí: Игорь Крутой (Igor Krutoy)
- Dàn hợp xướng: Струнная Группа Большого Симфонического Оркестра Всесоюзного Радио И Телевидения
- Thu âm, phối khí: Игорь Полудюк
- Viola: Юрий Абрамович Башмет (Yuri Bashmet)

## Xếp hạng và chứng nhận
| Bảng xếp hạng (2009–2012) | Vị trí cao nhất |
| ------------------------- | --------------- |
| Bỉ (Ultratop Wallonia)    | 2               |
| Nga (Lenta)               | 4               |

| Bảng xếp hạng (2010)                  | Vị trí |
| ------------------------------------- | ------ |
| Nga (Lenta)                           | 29     |
| Bảng xếp hạng (2011)                  | Vị trí |
| Nga (Lenta)                           | 9      |
| Bảng xếp hạng (2012)                  | Vị trí |
| Bỉ (Ultratop Wallonia)                | 59     |
| Bỉ Belgian Albums (Ultratop Wallonia) | 6      |

| Quốc gia                                                                           | Chứng nhận | Số đơn vị/doanh số chứng nhận |
| ---------------------------------------------------------------------------------- | ---------- | ----------------------------- |
| Nga (NFPF)                                                                         | Vàng       | 7.271                         |
| * Chứng nhận dựa theo doanh số tiêu thụ. ^ Chứng nhận dựa theo doanh số nhập hàng. |            |                               |